# 家原寺町
家原寺町（えばらじちょう）は、大阪府堺市西区にある町名。現行行政地名は家原寺町一丁及び家原寺町二丁。住居表示は実施済み。

## 地理
西区の東部に位置し、南に平岡町、北に上野芝向ヶ丘町と神野町、北西と西に津久野町、南東に中区深井中町と接している。

## 世帯数と人口
2020年（令和2年）3月31日現在（堺市発表）の世帯数と人口は以下の通りである。
| 丁目         | 世帯数  | 人口    |
| ------------ | ------- | ------- |
| 家原寺町一丁 | 293世帯 | 649人   |
| 家原寺町二丁 | 320世帯 | 779人   |
| 計           | 613世帯 | 1,428人 |

### 人口の変遷
国勢調査による人口の推移。
| 1995年（平成7年）  | 2,339人 | [ 6 ]  |  |
| 2000年（平成12年） | 2,196人 | [ 7 ]  |  |
| 2005年（平成17年） | 1,880人 | [ 8 ]  |  |
| 2010年（平成22年） | 1,580人 | [ 9 ]  |  |
| 2015年（平成27年） | 1,519人 | [ 10 ] |  |

### 世帯数の変遷
国勢調査による世帯数の推移。
| 1995年（平成7年）  | 861世帯 | [ 6 ]  |  |
| 2000年（平成12年） | 803世帯 | [ 7 ]  |  |
| 2005年（平成17年） | 702世帯 | [ 8 ]  |  |
| 2010年（平成22年） | 562世帯 | [ 9 ]  |  |
| 2015年（平成27年） | 559世帯 | [ 10 ] |  |

## 学区
市立小・中学校に通う場合、学区は以下の通りとなる。
| 丁目         | 番   | 小学校             | 中学校             |
| ------------ | ---- | ------------------ | ------------------ |
| 家原寺町一丁 | 全域 | 堺市立家原寺小学校 | 堺市立津久野中学校 |
| 家原寺町二丁 | 全域 | 堺市立家原寺小学校 | 堺市立津久野中学校 |

## 事業所
2016年（平成28年）現在の経済センサス調査による事業所数と従業員数は以下の通りである。
| 丁目         | 事業所数 | 従業員数 |
| ------------ | -------- | -------- |
| 家原寺町一丁 | 34事業所 | 2,374人  |
| 家原寺町二丁 | 14事業所 | 101人    |
| 計           | 48事業所 | 2,475人  |

## 交通
- 大阪府道28号大阪高石線

## 施設
- 家原寺
- 堺市立家原寺小学校
- 堺市立総合医療センター
- 堺家原寺郵便局[14]

## その他

### 日本郵便
- 郵便番号 : 593-8304[3]（集配局：鳳郵便局[15]）。